# Marc Goldschmit
Pour les articles homonymes, voir Goldschmit.
Marc Goldschmit, né à Bordeaux en 1967,, est un philosophe français. Il est Directeur de programme au Collège international de philosophie pour la période 2019-2025, et a été Président de son assemblée collégiale pendant la période 2019-2021 et Directeur de la composante « Collège international de philosophie » composante de la COMUE Université Paris Lumières (UPL). Il a été Rédacteur en chef et Directeur de la publication de la revue Rue Descartes.

## Éléments biographiques
Il a été cofondateur et président des « Semaines européennes de philosophie » à Lille, « Citéphilo », de 1997 à 2006.
Il a ensuite soutenu une thèse de doctorat en philosophie (L’écriture du messianique, la philosophie secrète de Walter Benjamin), à l'Université de Strasbourg en 2009, puis une Habilitation à diriger des Recherches (La pensée de l’écriture entre littérature, philosophie et arts) à l’Université Paris Sorbonne Nouvelle en 2018.
Il a publié neuf livres, dirigé cinq ouvrages collectifs, et écrit une cinquantaine d’articles. Il apparaît notamment comme un spécialiste de Walter Benjamin, de Jacques Derrida, de la question de l’écriture, de la littérature, du romantisme, de la modernité, de la critique, du langage, des arts (le théâtre, l’opéra, la peinture et le cinéma) et du théologico-politique (du messianisme et du marranisme),.

## Ouvrages publiés
- Jacques Derrida, une Introduction, Paris, Agora Press-pocket, éd. de La découverte, 2003, 254 p. (ISBN 2-266-11574-X et 9782266115742, OCLC 300256375, lire en ligne).
- L'écriture du Messianique. La philosophie secrète de Walter Benjamin[11], Paris, éd. Hermann, 2010, 322 p.  (ISBN 978-2-7056-7036-8 et 270567036X).
- L'hypothèse du Marrane. Le théâtre judéo-chrétien de la pensée politique[12], Paris, éd. du Félin, 2014,  (ISBN 978-2-86645-808-9 et 2866458087).
- L'opéra sans rédemption, ou Éros musicien[13],[14],[15], Château-Gontier, éd. Aedam Musicae, 2017, 177 p.  (ISBN 978-2-919046-51-5 et 2919046519),,.
- Sous la peau du langage. L'avenir de la pensée de l'écriture[16],[17], Paris, éd. Kimé, 2020, 186 p.,  (ISBN 978-2-84174-964-5).
- La littérature, l’autre métaphysique[18], Paris, éd. Manucius, 2020, 196 p. (ISBN 978-2845787223)
- La vie sans appui. Penser à la limite de la théologie et de la religion[19], Paris, éd. Kimé, 2023, 180 p.  (ISBN 978-2380720945).
- L'Effraction esthétique. L'écriture de l'art dans le discours philosophique[20], Paris, éd. Kimé, 2024, 200 p. (ISBN 978-2-38072-130-0).
- L'histoire extraordinaire de l'ours philosophe et de l'oiseau musicien[21], conte pour enfant illustré par Cécile Deglain, Marseille, éd. L'initiale, 2024, 36 p. (ISBN 978-2-917637-79-1)

## Direction d'ouvrages collectifs
- Penser au cinéma[22], Paris, éd. Herman, 2015, 182 p. (en codirection avec Éric Marty). (ISBN 978-2-7056-9029-8 et 2705690298)
- Jacques Derrida, la philosophie hors de ses gonds[23], éd. TER, 2017, 291 p.  (ISBN 978-2-905670-62-5 et 2905670622).
- L'énigme Nietzsche[24], Paris, éd. Manucius, 2019, 200 p. (en codirection avec Isabelle Alfandary)  (ISBN 978-2845787049).
- Shakespeare et les philosophes[25], Paris, éd. Manucius, 2023, 184 p. (en codirection avec Isabelle Alfandary)  (ISBN 978-2845787933).
- Adorno et la scène philosophique. Dialectique et métaphysique[26], Paris, éd. Presses Universitaires de Nanterre, 2024, 270 p.  (ISBN 978-2-84016-538-5)

## Articles publiés (sélection)
- « Le rire de l’écriture », dans : Catherine Halpern (dir.), Pensées rebelles. Foucault, Derrida, Deleuze. Auxerre, Editions Sciences Humaines, 2013.
- « L’écriture de l’exil et l’hypothèse du Marrane (Kafka, Benjamin, Derrida et au-delà) », FMSH, Working Papers Series, no 73, juin 2014
- « Le grand jeu de Walter Benjamin. Le Trauerspiel ou drame baroque contre le théologico-politique », in Walter Benjamin, Les ailes de la pensée, édition des Amis du musée de Céret, mars 2016, p. 59-77[27]
- « Walter Benjamin et le photographein surréaliste de l’histoire », dans « Effetti di verità. Documenti e immagini tra storia e finzione », Roma TrE-PRESS, octobre 2016, p. 9-22
- « En deçà et au-delà de l’Europe, les ruses du jewgreek entre Ulysse et Moïse », revue Po&sie, numéro spécial sur « l’Europe », n0 160, novembre 2017, p. 178-188
- « Nietzsche contre Paul. L’énigme du judéo-chrétien mise en scène », dans : L’énigme Nietzsche, éd. Manucius, p. 119-137, mars 2019.
- « L'imagination loquace est-elle athée ? La poéthique marrane de Michel Deguy », dans : Avec Michel Deguy, Presses de la RSH, no 332, p. 109-124, avril 2019
- « Neutralité et effacement : religion de l'existence et théologie chrétienne dans Sein und Zeit », in Lire Être et Temps, éditions T.E.R., avril 2020, p. 117-136
- « Le déplacement en héritage », volume collectif L’Algérie en héritage, éditions Bleu autour, avril 2020, p. 120-125
- « Une autre humanité, le sujet de l’inconscient européen, Un'altra umanità, il soggetto dell'inconscio europeo », préface à La singolarità europea. L’Umanesimotra crisi e futuro (a cura di Carlo Cappa, Paola Paesano, Pasquale Terracciano), Torino, edizioni ETS, décembre 2020, in collaborazione col progetto Dantedi' e la canzone "Dante decise di attraversare i tre regni dell'universo circolare"
- « Rhétorique de la dissimulation. L’apologie heideggérienne de la religion chrétienne, Retórica del ocultamiento La disculpa heideggeriana de la religión cristiana », dans sentido-verdad e historia del ser en Martin Heidegger (Sens, vérité et histoire de l’être chez Martin Heidegger), Pimenta Cultural, Lima, 2022  (ISBN 9786559394821).
- Préface à Napoli sublime (de Florian Villain et Jean-Luc Dubin), Paris, éd. Le bord de l'eau, 2022, 112 p.  (ISBN 978-2490952243).
- Préface à Le Spectre du théâtre (entretiens de Daniel Mesguich avec Philippe Bouret), Paris, éd. Bouquins, 2023, 286 p.  (ISBN 978-2382923979).
- « Réitération de la dernière modernité dans la déconstruction. Derrida, Benjamin et Freud », dansQui_peur_de_la_déconstruction, Paris, éd. PUF, 2023 (ISBN 978-2-13-085530-9)